# Sülzenbrücken
Sülzenbrücken is een dorp in de gemeente Amt Wachsenburg in de Ilm-Kreis in de Duitse deelstaat Thüringen. De plaats wordt voor het eerst vermeld in een oorkonde uit 742.

## Geschiedenis
Op 30 juni 1994 ging Sülzenbrücken op in de Wachsenburggemeinde, die op 1 januari 2013 opging in de gemeente Amt Wachsenburg.
Bechstedt-Wagd · Bittstädt · Eischleben · Haarhausen · Holzhausen · Ichtershausen · Kirchheim · Rehestädt · Rockhausen · Röhrensee · Sülzenbrücken · Thörey · Werningsleben